# Çahar
Çahar è un comune dell'Azerbaigian situato nel distretto di İmişli. Conta una popolazione di 1 156 abitanti.